# Kooperativa – Regionalna platforma za kulturu
Kooperativa – Regionalna platforma za kulturu (skraćeno: Kooperativa) je nevladina, nestranačka i neprofitna udruga pravnih osoba. Kooperativa djeluje kao regionalna mreža organizacija i nacionalnih mreža koje djeluju na području nezavisne kulture i suvremene umjetnosti u Jugoistočnoj Europi. Kooperativu je osnovala 21 organizacija s područja nezavisne kulture iz Bosne i Hercegovine, Crne Gore, Hrvatske, Kosova, Sjeverne Makedonije, Slovenije te Srbije.
Sredinom lipnja 2022. godine u Kooperativi je bilo 38 članica koje su aktivne u svim područjima suvremenog kulturnog i umjetničkog stvaralaštva.

## Povijest
Krajem godine 2004. Savez udruga Klubtura / mreža Clubture započeo je okupljati organizacije koje su se bavile nezavisnom kulturom s područja bivše Jugoslavije koje su najprije zajednički pokrenule pilot-projekt, a zatim i dugogodišnji program Regionalna inicijativa Clubturea. Putem različitih skupova, zajedničkog rada i razmjene programa, ta je inicijativa povezala više od stotinu organizacija iz Bosne i Hercegovine, Hrvatske, Makedonije, Slovenije i Srbije.
U periodu od 2005. do 2007. godine pripreman je i realiziran pilot-projekt programske razmjene i suradnje u regiji kroz koji je izgrađena neformalna suradnička platforma na istim načelima na kojima je zasnovana i mreža Clubture u Hrvatskoj. Kao osnovno pitanje u tom se trenutku nametnulo kako stvoriti mehanizam za održivu suradnju organizacija s područja nezavisne kulture, budući da je količina programskog sadržaja počela bujati, dok je financijska podrška institucija u potpunosti izostajala.
Od 2009. do 2011. godine provođen je javni konzultativni proces pod nazivom Exit Europe. Središnje događanje u okviru procesa bila je međunarodna konferencija Exit Europe – nove geografije kulture koja je održana u Zagrebu u studenom 2009. godine. Toj su konferenciji prethodila dva pretkonferencijska događanja organizirana u Sarajevu i Skoplju u listopadu iste godine. Na tim su se događanjima u opširnoj raspravi kritički razmatrali paralelni procesi definiranja europskih kulturnih politika i proširenja Europske Unije na prostor Jugoistočne Europe iz perspektive dionika s nezavisne kulturne scene.
U prvoj polovici 2012. godine definirana je opća struktura buduće platforme, koraci u procesu razvoja te osnovni elementi modela suradnje. 20. srpnja 2012. godine održana je osnivačka skupština Kooperative – Regionalne platforme za kulturu na kojoj su definirani osnovni ciljevi. Neki od ciljeva su osiguranje okvira za dugoročnu i održivu projektnu suradnju i programsku razmjenu između aktera nezavisne kulture u regiji te jačanje kapaciteta organizacija kroz transfer dobrih praksi i znanja.

## Organizacije osnivači
Organizacije osnivačice platforme su: 
- Centar za savremenu umjetnost iz Sarajeva
- Omladinski kulturni centar "Abrašević" iz Mostara
- Udruženje za kulturu i umjetnost CRVENA iz Sarajeva
- EXPEDITIO iz Kotora
- Drugo more iz Rijeke
- Multimedijalni institut iz Zagreba
- DokuFest iz Prizrena
- Qendra për Hulumtime dhe Politikë Gjinore / Centar za istraživanje i rodne politike iz Prištine
- Lokomotiva - Centar za novi inicijativi vo umetnosta i kulturata iz Skoplja
- Mladinski kulturen Centar iz Bitole
- Kontrapunkt iz Skoplja
- Kulturen centar Media artes iz Ohrida
- Ploštad Sloboda iz Skoplja
- Asociacija, društvo nevladnih organizacij in samostojnih ustvarjalcev na področju kulture in umetnosti iz Ljubljane
- Društvo za kulturno, založniško in producentsko dejavnost Pekinpah iz Ljubljane
- Zavod Exodos iz Ljubljane
- Asocijacija Nezavisna kulturna scena Srbije iz Beograda
- Fond B92 / Kulturni centar Rex iz Beograda
- Remont - nezavisna umetnička asocijacijacija iz Beograda
- Udruženje građana KIOSK iz Beograda
- Savez udruga Klubtura / mreža Clubture iz Zagreba

## Ustroj
Predsjednik Upravnog odbora je Davor Mišković. Upravni odbor ima 5 članova.

## Odabrani projekti
- Regional Lab: New Culture Spaces and Networks as drivers of an Innovative and Sustainable Bottom-up Development of Regional Collaboration - cilj je projekta ponuditi okvir i infrastrukturu za razmjenu, jačanje i zagovaranje novih, demokratskih i participativnih modela upravljanja, kao i za djelovanje u čitavoj regiji te za međusobnu podršku nezavisnih kulturnih aktera.
- Twinning – program osnaživanja kapaciteta za organizacije i kulturne centre.
- Mentorski programi - program osnaživanja kapaciteta za umjetnike i kulturne radnike.
- Razmjena – cirkulacija umjetničkih djela i produkcija unutar regije kroz programsku razmjenu između nezavisnih kulturnih centara.
- Ljetna škola u Ohridu – obrazovni format.
- Source books – publikacije utemeljene na dokazima koje prikupljaju i artikuliraju znanje o inovativnom razvoju odozdo prema gore.

## Vanjske poveznice
- Mrežna stranica Kooperative - Regionalne platforme za kulturu
- Facebook stranica Kooperative - Regionalne platforme za kulturu